# Rasura
Rasura (lombardul: Resüra) település Olaszországban, Sondrio megyében. Lakosainak száma 288 fő (2023. január 1.). Rasura Bema, Cosio Valtellino, Pedesina és Rogolo községekkel határos.

## Népesség
A település népességének változása:
| Lakosok száma | 291  | 291  | 288  |
|               | 2017 | 2018 | 2023 |